# Urinoir (Hoge der A, Groningen)

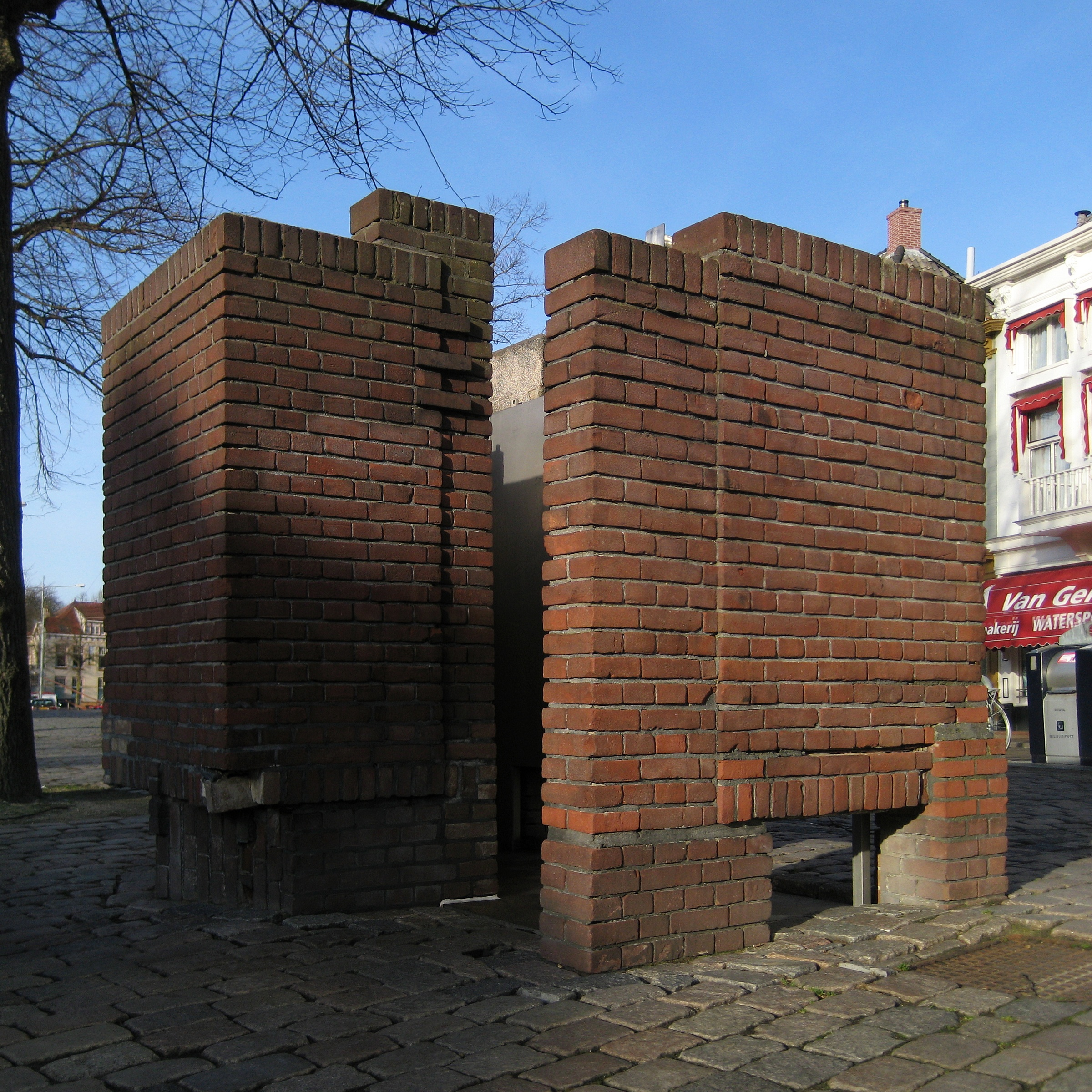
Het urinoir aan de Hoge der A in 2011

Het urinoir aan de Hoge der A in de stad Groningen is een gebouwtje in de stijl van de nieuwe zakelijkheid, dat is aangewezen als gemeentelijk monument.

## Beschrijving
Het urinoir, dat aan de noordzijde van de Hoge der A staat, werd rond 1925 gebouwd naar een ontwerp van de Groninger gemeentearchitect S.J. Bouma (1899-1959). De gevels van het gebouwtje zijn opgemetseld uit grijsbruine baksteen en staan op boegvormige plinten, die iets smaller zijn dan de gevels zelf. Het urinoir wordt afgedekt door een betonplaat. Deze rust op poeren, waardoor het gebouwtje aan de bovenzijde is voorzien van een ongeveer 30 cm brede lichtspleet. De toegang tot het urinoir bevindt zich aan de zijde van het water van de Hoge der A. Binnenin zijn twee staande urinoirs met een tijdspoeling geplaatst.
Het gebouwtje is aangewezen als gemeentelijk monument, vanwege "de hoge stilistische kwaliteit van het ontwerp" en vanwege "de betekenis die het bouwwerk als straatmeubilair heeft voor de kwaliteit en belevingswaarde van het stadsbeeld".